# Camptoplites areolatus
Camptoplites areolatus är en mossdjursart som först beskrevs av Arnold Girard Kluge 1914.  Camptoplites areolatus ingår i släktet Camptoplites och familjen Bugulidae. Inga underarter finns listade i Catalogue of Life.